# Columba oliviae
La paloma somalí (nombre taxonómico: Columba oliviae) es una especie de ave de la familia Columbidae. Solamente se encuentra en la zona norte de Somalia. Ha habido muy pocas investigaciones sobre esta especie, así que el estado actual de sus poblaciones es desconocido.